# MOONLIGHT SHADOW-月に吠えろ
「MOONLIGHT SHADOW -月に吠えろ」（ムーンライト・シャドー つきにほえろ）は、日本の歌手中森明菜の楽曲。この楽曲は中森の33枚目のシングルとして、1996年8月7日にMCAビクター（現：ユニバーサル ミュージック ジャパン）よりリリースされた (8cmCD: MVDD-10024)。

## 背景
「MOONLIGHT SHADOW -月に吠えろ」は、1997年3月発売のスタジオ・アルバム『SHAKER』からの先行シングルとして、1996年8月7日にCDシングル (8cmCD: MVDD-10024)で発売された。スタジオ・アルバム『SHAKER』には、この楽曲のアルバム・バージョンが収録されている。
本曲は、小室哲哉の作曲と編曲に、THE ALFEEの高見沢俊彦が作詞を手掛けた。また、前作「Tokyo Rose」のブライアン・セッツァープロデュースに続き、本曲は、小室プロデュースによるシングル作品となった。小室とは、スタジオ・アルバム『UNBALANCE+BALANCE』収録楽曲の「愛撫」以来の楽曲提供で、この「愛撫」は、1995年12月に開催された中森明菜 TRUE LIVEのアンケートで、ファンの聴きたい楽曲の1位にランクされていた。この「愛撫」の人気を受け、小室によって自身の新たな一面を引き出してくれることを期し、1996年5月に小室に楽曲制作を依頼したという。その後、翌月の1996年6月にこの楽曲のレコーディングが行われた。
この楽曲のミュージック・ビデオも制作され、2008年2月発売のベスト・アルバム『歌姫伝説 〜90's BEST〜』に収録された。シングル盤の2曲目には、この楽曲のクラブ・ミックスである「MOONLIGHT SHADOW-月に吠えろ club mix」が収録された。
本作をリードシングルとした小室のトータルプロデュースによる中森のオリジナルアルバム制作の企画が立てられ、1996年10月下旬の発売が予定されていたが、実現しなかった。

## チャート成績
この楽曲は、オリコン週間シングルチャートの1996年8月19日付で、最高順位14位を記録した。同チャートには、計7週に渡ってランクインしている。

## 収録曲
| 全作詞: 高見沢俊彦、全作曲・編曲: 小室哲哉。 |                                                    |            |            |      |
| #                                            | タイトル                                           | 作詞       | 作曲・編曲 | 時間 |
| 1.                                           | 「MOONLIGHT SHADOW -月に吠えろ」                   | 高見沢俊彦 | 小室哲哉   | 5:07 |
| 2.                                           | 「MOONLIGHT SHADOW -月に吠えろ」(club mix)         | 高見沢俊彦 | 小室哲哉   | 8:40 |
| 3.                                           | 「MOONLIGHT SHADOW -月に吠えろ」(original karaoke) | 高見沢俊彦 | 小室哲哉   | 5:07 |
| 合計時間:                                    | 合計時間:                                          | 18:58      |            |      |

## クレジット
「MOONLIGHT SHADOW-月に吠えろ」のライナー・ノーツより
- Produced by TETSUYA KOMURO
- Mixed by JOHN VAN NEST

## 収録アルバム
MOONLIGHT SHADOW-月に吠えろ
- 『SHAKER+3』[13]
- 『歌姫伝説 〜90's BEST〜』[9][14]

MOONLIGHT SHADOW-月に吠えろ club mix
- 『歌姫伝説 〜90's BEST〜』[9]